# Жоан Лепенан
Жоан Тео Том Лепенан (фр. Johann Théo Tom Lepenant, нар. 22 жовтня 2002, Гранвіль, Франція) — французький футболіст, центральний півзахисник клубу «Ліон» та молодіжної збірної Франції. На умовах оренди грає за «Нант».

## Ігрова кар'єра

### Клубна
Жоан Лепенан починав займатися футболом у своєму рідному місті Гранвіль. У 2017 році він приєднався до молодіжної команди клубу «Кан». Починаючи з сезону 2020/21 Лепенан почав свої виступи на професійному рівні.
Влітку 2022 року футболіст перейшов до клубу Ліги 1 «Ліон», з яким підписав контракт на п'ять років. 5 серпня у матчі проти «Аяччо» Лепенан зіграв перший матч у турнірі Ліги 1.

### Збірна
У 2019 році у складі збірної Франції (U-17) Жоан Лепенан взяв участь у юнацькому чемпіонаті Європи в Ірландії, де зіграв у трьох матчах своєї команди.
Також у тому році футболіст виступав на юнацькому чемпіонаті світу у Бразилії. Де також зіграв три поєдинки.